# Канатбай, Карис Кусаевич
Кари́с Куса́евич Канатба́й (каз. Қарыс Құсаұлы Қанатбай) — казахский преподаватель, впоследствии военный офицер Туркестанского легиона, а затем генеральный секретарь Национального комитета объединения Туркестана, организатор и председатель Туркестанского национального совета.

## Биография

### Детство и юность
Родился 1 мая 1911 года в современном Западном Казахстане, в семье крупного землевладельца-бая. До осени 1926 года учился в сельской школе, тогда же учился в Оренбурге и окончил Оренбургский Рабочий факультет в 1930 году.
С 1931 по 1936 года учился в горном институте в Свердловске.

### Во время Второй мировой войны
С началом Великой Отечественной войны призвался на фронт. 23 июля 1941 года сдался в плен.
В сентябре 1941 года в лагере Сувалки встретил Мустафу Шокая.
В 1942 году перевезён в особый лагерь, для подготовки кадров, способных управлять будущими колониями Германии. После работал в Национальном комитете объединения Туркестана. В 1943 году ненадолго арестован Гестапо как «советский агент». После этого ему было запрещено заниматься национальной работой среди туркестанцев, и ему было предложено поехать на работу в город Позен к фермеру. Однако он не поехал и вместо этого поступил в институт по изучению иностранных языков. В январе 1944 года призван в Вермахт, то есть в Туркестанский легион. Получив ранения и вернулся в Берлин.
В декабре 1944 года в Берлине назначен генеральным секретарем НКОТ, и с того момента ввёл секретные переговоры с Андреем Власовым, в феврале 1945 года он с 80 процентами НКОТ присоединились к Власовскому движению, переехав в Карлсбад. Там он организовал Туркестанский национальный совет и был избран его председателем.
В конце войны попал в плен к союзникам в городе Инсбрук.

### После войны
В 1951 году при поддержке властей США основал свой комитет — «Тюркел», кроме этого работал в радио «Свобода».
Скончался в 1982 году в Мюнхене в 71 год.